# Jérôme Baugnies
Jérôme Baugnies (Soignies, 1º aprile 1987) è un ciclista su strada belga che corre per il team Cibel - Cebon. Professionista dal 2010 al 2020 e con caratteristiche da velocista, nel 2009 si è classificato quinto nella prova in linea Under-23 dei Campionati del mondo mentre nel 2010 terzo alla Tre Valli Varesine.

## Palmarès
- 2009 (Cinelli-Down Under, due vittorie)

Grand Prix d'Affligem
4ª tappa Triptyque ardennais
- 2013 (To Win-Josan, otto vittorie)

Kattekoers
Campionati belgi, Prova in linea Elite senza contratto
Course des chats
1ª tappa Tweedaagse van de Gaverstreek
3ª tappa Triptyque ardennais
Classifica generale Triptyque ardennais
2ª tappa Tour du Brabant flamand
Grand Prix d'Affligem
- 2014 (Wanty, due vittorie)

2ª tappa La Tropicale Amissa Bongo
1ª tappa Tour des Fjords
- 2015 (Wanty, una vittoria)

Druivenkoers
- 2016 (Wanty, tre vittorie)

Druivenkoers
3ª tappa Rhône-Alpes Isère Tour
Internationale Wielertrofee Jong Maar Moedig
- 2017 (Wanty, una vittoria)

Druivenkoers
- 2018 (Wanty, due vittoria)

Internationale Wielertrofee Jong Maar Moedig
Grote Prijs Stad Zottegem

### Altri successi
- 2010 (Topsport Vlaanderen - Mercator)

Classifica scalatori Volta ao Algarve
- 2016 (Wanty-Groupe Gobert)

Classifica traguardi volanti Vuelta a Andalucía
- 2023 (Charlies Metalced)

Koolskamp
- 2024 (Cibel - Cebon)

Sinaai

## Piazzamenti

### Classiche monumento
- Giro delle Fiandre

2012: 71º
2016: ritirato
- Liegi-Bastogne-Liegi

2010: 21º
2011: 35º
2014: 90º
2015: 92º
2016: ritirato
2017: ritirato
2018: 83º
2019: ritirato

### Competizioni mondiali
- Campionati del mondo

Mendrisio 2009 - In linea Under-23: 5º

### Competizioni europee
- Campionati europei

Verbania 2008 - In linea Under-23: 12°
Hooglede-Gits 2009 - In linea Under-23: 74°